# Помакский язык
Пома́кский язык (греч. πομακική γλώσσα) — литературный микроязык помаков, живущих в Греции. Термин используется в Греции для обозначения говоров болгароязычного населения Западной Фракии. Данные говоры близки среднеродопским говорам болгарского языка и являются естественным продолжением среднеродопского ареала на юг.
Существует точка зрения, согласно которой говоры помаков представляют собой отдельный южнославянский язык. Греческие учёные определяют происхождение языка из болгарских диалектов и акцентируют внимание на присутствующие в нём греческие заимствования и грамматические особенности.
В середине 90-х годов XX века в Греции были опубликованы «Грамматика помакского языка», «Помакско-греческий словарь» и «Греческо-помакский словарь», с 2010 года на местном телевидении в Ксанти выходит новостная передача на помакском — «Habéreve na pomátsko». Эти действия воспринимаются в Болгарии как политическая попытка разделения языка — для описания практики создания литературной нормы на основе местного говора используется термин глоттотомия (болг. глототомия).

## Письменность
Говоры помаков ранее употреблялись главным образом в устном общении, в настоящее время при формировании литературного стандарта помакского языка предпринимаются попытки создания письменности на основе как греческого, так и латинского алфавитов.
Один из вариантов помакского алфавита: A a, Ä ä, B b, Ch ch, D d, E e, F f, G g, H h, I i, Ï ï, K k, L l, M m, N n, O o, Ö ö, P p, R r, S s, Sh sh, T t, Ts ts, Tz tz, J j, U u, Ü ü, V v, Y y, Z z, Zh zh.

## Носители
Во время переписи населения Восточной Фракии 20 октября 1935 года 3 881 человек указали в качестве родного языка «болгарский», а 18 352 — «помакский».
В Турции проживает некоторое число носителей помакского — по большей части переселенцы разных лет из Родоп и Фракии.
Помаки как этнорелигиозная группа исторически были носителями различных диалектов. На территории Болгарии и Северной Македонии диалектное разнообразие значительно нивелировалось в течение XX века под влиянием системы образования и средств массовой информации. Диалектные особенности помаков Греции сохранились во многом из-за игнорирования их языковых особенностей до 1990-х годов — как на представителей мусульманского меньшинства на них распространялось использование турецкого языка в образовании. Сохранению диалектных особенностей греческих помаков способствовала также многолетняя изоляция: во время Холодной войны трансграничные контакты между Грецией (НАТО) и Болгарией (ОВД) были практически невозможны.

## Примеры
В современном помакском языке ренарратив в речи пожилых носителей интерпретируется как перфект в речи молодёжи.
- Наяниш има-л-о сфадба> Однажды была свадьба.
- Нанянуш е имало яно Айше> Однажды жила-была одна девочка по имени Айше[9].

## Лексика
Помакский язык изобилует турцизмами (многие из которых пришли из арабского и персидского языков). Однако в начале XXI века в речи части носителей появилась тенденция к вытеснению части турцизмов грецизмами новой волны: ама (из тур.) > ала (из греч.) в значении «но».